# Combate de Vegas de Andalién
El Combate de las Vegas de Andalién fue un enfrentamiento en el marco de la guerra de Arauco, que se desarrolló el día 22 de enero de 1564 y que enfrentó a españoles y mapuches concluyendo con la victoria de los últimos.

## Antecedentes
En junio de 1563, Pedro de Villagra, primo del fallecido Francisco de Villagra, fue nombrado gobernador interino. Ya con experiencia en la guerra se abocó a ganar tiempo con los indígenas tratando de hacer las paces, aunque presentía una tensa situación. Por tanto, tomó medidas para resguardar los emplazamientos de Angol y Concepción. Conocía que uno de los objetivos indígenas era sitiar Concepción y que era necesario reforzarla.
Villagra estaba muy preocupado en Concepción, pues esperaba de un momento a otro que se produjera el ataque y cada vez se veía con menos soldados. Acababa de perder a 36 de estos y a Francisco de Vaca en Itata y había enviado 29 soldados para reforzar la guarnición de Angol. En vista de la pérdida de los 36 soldados, envió urgente a Juan Pérez de Zurita, el antiguo teniente de gobernador general de Tucumán, con 12 hombres para hacer volver a Concepción los soldados enviados a Angol y el especial encargo de evitar encuentros con los mapuches. Pérez de Zurita se preparaba a partir para el Perú a gestionar ante la Audiencia sus derechos al gobierno de la provincia de Tucumán; pero a la vista del peligro que amenazaba a los conquistadores de Chile, aceptó la comisión militar que le ofrecía el gobernador Villagrán.

## El combate
Pérez de Zurita cumplió la primera parte de su empresa. Habiéndose trasladado a Angol, sacó 40 soldados de esta ciudad, y dio la vuelta a Concepción junto con 120 caballos, bagajes y víveres.
Pero al regresar, ya cerca de su destino, en las vegas de Andalién, salieron de los matorrales en que se habían escondido, ocultándose con el follaje, una gran cantidad de guerreros, que los documentos contemporáneos hacen subir a la cifra exagerada de cuatro a cinco mil hombres, al mando del cacique Millalelmo, que atacan a Pérez y sus hombres con ensordecedores gritos cerca del mediodía del 22 de enero de 1564.
Tomados por sorpresa, los españoles reaccionaron rápidamente. Compensaron su escaso número con la destreza en el uso de sus espadas y picas, logrando, así, superar la situación con pérdida de 4 hombres, los 120 caballos, los bagajes que traían y los indios auxiliares que les seguían. Sólo uno de éstos logró llegar a Concepción a comunicar la noticia del desastre.
Aunque el combate había tenido lugar a dos leguas de Concepción, los españoles no podían llegar a ella ya que los caminos estaban defendidos por los indios, y menos aún replegarse a Angol. En esta situación, Pérez de Zurita y sus hombres debieron huir en la única dirección que les dejaban los mapuches: hacia el norte. Atravesando una gran extensión de territorio, llegaron el 27 de enero a las orillas del Teno, donde pudieron ser socorridos por los españoles que tenían sus estancias en esos lugares.

## Consecuencias
La condición del gobernador Villagra en Concepción se agravó con la pérdida de los 12 hombres de Pérez de Zurita y de alrededor de 40 soldados retirados de Angol, plaza que, a su vez, quedaba expuesta, sin contar con la pérdida de los indios auxiliares y del bagaje.
Por su parte, Pérez de Zurita comunicó desde el Teno al cabildo de Santiago el desastre que acababa de experimentar y la muy difícil situación en que quedaban las poblaciones del sur.
La derrota de Pérez de Zurita, interrumpió la llegada de refuerzos a la ciudad de Concepción, permitiendo el sitio de la ciudad al poco tiempo, llevado a cabo en conjunto con las fuerzas mapuche que avanzaron desde el norte del río Bío Bío bajo las órdenes del vice toqui Loble.